# 43193 Secinaro
43193 Secinaro este un asteroid din centura principală de asteroizi.

## Descriere
43193 Secinaro este un asteroid din centura principală de asteroizi. A fost descoperit pe 1 ianuarie 2000 la San Marcello Pistoiese de Luciano Tesi și Andrea Boattini. Asteroidul prezintă o orbită caracterizată de o semiaxă mare de 3,06 ua, o excentricitate de 0,14 și o înclinație de 2,6° în raport cu ecliptica.